# Acanthoscelides schaefferi
Acanthoscelides schaefferi är en skalbaggsart som först beskrevs av Maurice Pic 1912.  Acanthoscelides schaefferi ingår i släktet Acanthoscelides och familjen bladbaggar. Inga underarter finns listade i Catalogue of Life.